# Гірничо-металургійний комплекс Муррін-Муррін
Гірничо-металургійний комплекс Муррін-Муррін – потужний промисловий майданчик на заході Австралії, що здійснює як видобуток руди, так і її переробку з отриманням нікелю та кобальту.
Розробку латеритового родовища Муррін-Муррін почали в 1999 році компанія Anaconda Nickel Limited (60%) та відома швейцарська корпорація Glencore (40%). На першому етапі застосування технології, яка до того успішно використовувалась на Кубі, зустрілось з проблемами через особливості глинистих порід родовища Муррін-Муррін, що призвело до перевитрат такого важливого компоненту як сульфатна кислота та надмірної корозії обладнання. Як наслідок, Anaconda Nickel Limited потрапила у важке фінансове становище і в 2003-му була реструктуризована у Minara Resources Limited. У 2011-му Glencore придбала Minara Resources Limited та стала одноосібним учасником проекту.
Розробка ведеться відкритим способом за допомогою численних неглибоких кар’єрів, кількість яких вже перевалила за три десятки. Товщина шару розкривних порід становить біля 10 метрів, тоді як товщина продуктивного шару біля 20 метрів. Потужність копальні становить біля 4,5 млн тонн руди на рік.
Руда  проходить вилужнювання сульфатною кислотою у автоклавах при тиску до 44 атомосфер та температурі 255 градусів Цельсію, після чого обробка сірководнем дозволяє отримати суміш сульфідів нікелю та кобальту (кислотні залишки нейтралізуються за допомогою кальцитового конгломерату, який видобувається самим гірничорудним комплексом). Наступний етап автоклавної обробки за участь кисню дозволяє перетворити суміш сульфідів на суміш сульфатів, які розділяють та ще раз пропускають через автоклав, тепер вже з додаванням водню. Отримана металева пудра проходить спікання у товарний продукт.
Комплекс має власне виробнцитво сульфатної кислоти потужністю 4,4 тисячі тонн на добу, що базується на спалюванні сірки. При цьому з огляду на обрану технологію супутнім продуктом гідрометалургійного процесу виступає сульфат амонію, що використовується як азотне добриво. За первісними розрахунками, при роботі комплексу на проектній потужності у 45,5 тисяч тонн нікелю та 3 тисячі тонн кобальту на рік він мав споживати 1,3 млн тонн кальцитового конгломерату та 0,54 млн тонн сірки і продукувати 145 тисяч тонн сульфату амонію. 
За період з 2000 по 2023 роки накопичений результат проекту досягнув 756 тисяч тонн нікелю та 56 тисяч тонн кобальту. Станом на кінець 2023-го залишкові запаси оцінювались у 159 млн тонн руди, з середнім вмістом нікелю 0,97% та кобальту 0,08% (крім того, ресурси категорій виміряні та показані оцінювались у 211 млн тонн руди). Діяльності копальні була запланована щонайменше до 2050 року.
Котельне господарство комплексу, яке забезпечує технологічну пару та власну електростанцію, споживає природний газ, що надходить по трубопроводу Murrin Murrin Lateral. Частину пару отримують шляхом утилізації тепла від спалювання сірки.